# جامعة الإمام المهدي
تعتبر جامعة الإمام المهدي من الجامعات الحديثة بالسودان حيث تم تأسيسها بقرار جمهوري عام 1994م؛ امتداداً لثورة التعليم العالي؛ وتلبيةً لاحتياجات المنطقة التعليمية. وسُميت؛ تيمناً بزعيم الثورة المهدية محمد أحمد المهدي، تقع في ولاية النيل الأبيض ومعظم كلياتها موجودة بمدينة كوستي كما توجد كليات بمدينة الجزيرة أبا. ووفقاً لما جاء في قانون جامعة الإمام المهدي لسنة 1995م فإن الجامعة هي دارٌ للعلم، تعمل على تحصيله، وتدريسه وتطوير مناهجـه ونشره، في إطار الأهداف العامة للدولة، وسياسات وزارة التعليم العالي والبحث العلمي.
وتعمل على خدمة الوطن وتنمية موارده، وعلى نهضة البلاد فكرياً وعلمياً واقتصاديا واجتماعيا وثقافياً.

## نشأة وتطور الجامعة
تم تأسيس جامعة الإمام المهدي في ظل ثورة التعليم العالي حيث صدر القرار الجمهوري في العام 1994م بإنشاء الجامعة وبدأت فعلياً في عام 1995م، وكانت تضم ثلاثَ كليات هي: الطب والعلوم الصحية، الهندسة والدراسات التقنية، العلوم الإسلامية والعربية. تضم الآن اثنتيْ عشْرةَ كليةً وهي الطب والعلوم الصحية، الهندسة والدراسات التقنية، علوم الحاسوب وتقنية المعلومات، الشريعة والقانون، الآداب، التنمية البشرية، الاقتصاد والعلوم الإدارية وتنمية المجتمع والدراسات العليا والمختبرات الطبية وعلوم التمريض وكلية التربية.

## الموقع الجغرافي
تقع الجامعة في ولاية النيل الأبيض وتتوزع كلياتها في مدن الولاية الرئيسة المتمثلة في مدينة كوستي وربك والجزيرة أبا.

## مجلس الجامعة
يعتبرُ السلطةَ العليا في الجامعة ويتم تعيين رئيسه بقرار من رئيس الجمهورية بتوصية من وزير التعليم العالي والبحث العلمي.
 تشكيل مجلس الجامعة:
يشكَّلُ مجلسُ الجامعة من رئيس المجلس وأعضاءَ بحكم مناصبهم من داخل الجامعة وهم مدير الجامعة ونائبه والوكيل وعدد من عمداء الكليات ممثلين للأساتذة والعاملين والطلاب، مع (21) عضواً من خارج الجامعة.
من أهم اختصاصات المجلس:
وضعُ سياسات الخطط الرامية لتطوير الجامعة وتجويد أدائها علمياً وتربوياً وإدارياً ومالياً، تحديث طرق عملها وأساليبه، مناقشــة مقترحات الميزانية السنوية للجامعة، وضع خطط التنمية بالجامعة، إنشاء الكليات والمعاهد والمدارس والمراكز.
تنبثق من مجلس الجامعة لجنةٌ تسمى لجنةَ الشؤون التنفيذية والمالية وتتشكل من رئيس المجلس، المدير، نائب المدير، الوكيل مقرراً للجنة، المراقب المالي وأربعة أعضاء من داخل الجامعة وخمسة أعضاء من خارج الجامعة.

## المديرون الذين تعاقبو على إدارة الجامعة
| اسم المدير                           | الفترة الزمنية |
| البروفيسور / محمد الحسن أحمد أبو شنب | 1993-1997      |
| البروفيسور / عبد العظيم عباس الحاج   | 1997-2003      |
| الدكتور / عبد الرحيم عثمان محمد      | 2003-2011      |
| الدكتور / بشير محمد آدم              | 2011-2012      |
| البروفيسور / نور الدائم عثمان محمد   | 2012-2019      |
| الدكتور/ الهادي بدوي محجوب بركات     | 2019- حتي الآن |

## الكليات
1. كلية الطب (كوستى)
تمنح الكليةُ الدرجاتِ العلميةَ التالية:
أ ـ بكالريوس الطب والجراحة في خمس سنوات.
د ـ بكالريوس الصحة العامة في أربع سنوات.
2. كلية الهندسة والدراسات التقنية (ام دباكر)
تمنح الكلية الدرجات العلمية التالية:
أ ـ بكالريوس الشرف في الهندسة الكيميائية في خمس سنوات.
ب ـ بكالريوس الشرف في الهندسة الميكانيكية في خمس سنوات.
ج ـ بكالريوس الشرف في الهندسة المدنية في خمس سنوات.
د- بكالريوس الشرف في هندسة التصنيع الغذائي في خمس سنوات
ه- بكالريوس الشرف في الهندسة الكهربائية في خمس سنوات
3 ـ كلية الآداب والعلوم الإنسانية (الجزيرة أبا)
تمنح الكلية درجة البكالريوس في أربــع ســنوات في أحد التخصصات التالية: ـ
الدراسات الإسلامية – اللغة العربية – التاريخ – اللغة الإنجليزية – علم النفس –الاعلام - المكتبات والمعلومات – الجغرافيا– الفلسفة.
4 ـ كلية الشريعة و القانون(الجزيرة أبا)
تمنح الكلية درجة البكالريوس مرتبة الشرف في الشريعة والقانون في أربع سنوات وتضم الكلية الأقسام التالية:-
الشريعة والقانون - القانون العام - القانون الخاص - القانون التجاري - القانون الدولي.
5 ـ كلية الاقتصاد والعلوم الادارية (كوستي)
تمنح الكلية درجة البكالريوس في أحد التخصصات التالية:
 الاقتصاد - المحاسبة – الإدارة– التنمية الريفية.
6 ـ كلية علوم الحاسوب وتقنية المعلومات (كوستي)
تمنح الكلية درجة البكالريوس في التخصصات التالية:
أ – علوم الحاسوب ب – تقنية المعلومات
7. كلية علوم المختبرات الطبية (كوستي)
تمنح الكلية درجة البكالريوس في التخصصات التالية:
الكيمياء السريرية  - الأحياء الدقيقة – أمراض الدم والمناعة الدموية – الطفيليات والحشرات الطبية – الأنسجة المرية والخلايا.
8. كلية علوم التمريض (كوستي)
تمنح الكلية درجة البكالريوس في علوم التمريض
9. كلية التربية (كوستي)
تمنح الكلية درجة البكالريوس في التخصصات التالية:
| الأحياء            |
| التاريخ            |
| الجغرافيا          |
| الدراسات الإسلامية |
| الرياضيات          |
| العلوم التربوية    |
| الفيزياء           |
| الكيمياء           |
| اللغة الإنجليزية   |
| اللغة العربية      |

10. كلية تنمية المجتمع (ربك)
تم تأسيس كلية تنمية المجتمع في العام 2006 م بفتح ستة مراكز وهي: مركز الجزيرة أبا، مركز الشوال، مركز قلي، مركز الفشاشوية، مركز الكنوز، مركز المقينص، مركز تندلتي.
تعتبر كلية تنمية المجتمع ذراعاً للجامعة في خدمة مجتمع ولاية النيل الأبيض بجانب قيام الجامعة بوظائفها الحيوية في التدريس وإنتاج البحث العلمي.
11. كلية الدراسات العليا (كوستي)
وتمنح عمادةُ الدراسات العليا درجة الدبلوم العالي والماجستير والدكتوراه في جميع التخصصات المذكورة أدناه:
أولاً: كلية الشريعة والقانون وأقسامها:
1/ القانون العام.
2/ القانون الخاص.
ثانياً: كلية الآداب واقسامها:
1/ الدراسات الإسلامية.
2/ اللغة العربية.
3/ اللغة الإنجليزية.
4/ علم النفس.
5/ الجغرافيا.
6/ التاريخ.
7/ المكتبات والمعلومات.
ثالثاً: كلية الاقتصاد والعلوم الإدارية وتشمل الاقسام الآتية:
1/ إدارة الأعمال.
2/ المحاسبة والتمويل.
3/ الاقتصاد البحت.
رابعاً: كلية الطب والعلوم الصحية:
1/ الكيمياء الحيوية.
خامساً: كلية الهندسة والدراسات التقنية وتشمل:
1/ الهندسة الميكانيكية.
2/ الهندسة الكيميائية.
3/ هندسة التصنيع الغذائي.
12. التنمية البشرية (كوستي)
| الهندسة الميكانيكية |
| التمريض العالي      |
| الصيانة والشبكات    |
| المحاسبة            |
| تقنية المعلومات     |
| علوم الحاسوب        |

## وصلات خارجية
- موقع وزارة التعليم العالي والبحث العلمي
- الموقع الرسمي للجامعة